# Áureo Baqueiro (álbum)
Áureo Baqueiro es el nombre del álbum debut homónimo como solista del cantautor, compositor y productor musical mexicano Áureo Baqueiro. Fue lanzado al mercado por Warner Music México en 1995.

## Listado de canciones
1. "Morir en el intento"
2. "Contigo"
3. "El deseo"
4. "Oh vida"
5. "Uno, dos"
6. "Difícil de olvidar"
7. "Lluvia"
8. "El equilibrio"
9. "Todo mal con Sofía"
10. "La vida es así"
11. "Llama"
12. "El principio del final"

- Datos: Q6174147